# Camera dei rappresentanti del Connecticut
La Camera dei rappresentanti del Connecticut è la camera bassa dell'Assemblea generale del Connecticut. Essa si riunisce, insieme al Senato, nel Campidoglio dello Stato del Connecticut. 
Essa è composta da 151 membri che rappresentano un pari numero di distretti, ognuno dei quali conta circa 22.600 residenti. I rappresentanti vengono eletti ogni due anni senza limiti di mandato.

## Storia
La Camera dei rappresentanti ha le sue basi nella Corte generale istituita nel 1636 i cui membri erano divisi tra almeno sei magistrati eletti dalla popolazione (il predecessore del Senato) e comitati composti da tre membri, rappresentanti ogni città della Colonia del Connecticut (Hartford, Wethersfield e Windsor). Gli Ordini fondamentali del Connecticut, adottati nel 1639, sostituirono i comitati con i deputati; ogni città avrebbe eletto tre o quattro deputati per mandati di sei mesi. Nonostante magistrati e deputati sedessero insieme, votavano separatamente e nel 1645 fu decretato che ogni misura doveva avere l'approvazione di entrambi i gruppi per entrare in vigore. La carta costituzionale del 1662 sostituì i sei magistrati con dodici assistenti, non includendo il governatore e il suo vice, e definì la legislatura come Assemblea generale. Nel 1698 l'Assemblea generale si divise in un corpo bicamerale, diviso tra il Consiglio e la Camera dei rappresentanti, che iniziò ad eleggere il Presidente per presiederla. I mandati dei rappresentanti furono innalzati a due anni nel 1884.

## Leadership della Camera
Il presidente della Camera presiede le sedute; viene eletto dal partito di maggioranza e segue la conferma da parte di tutta la Camera con l'approvazione di una mozione specifica. Oltre a presiedere la Camera, il presidente detiene la carica più alta della Camera, ne segue la legislazione e i comitati. Gli altri leader della Camera, come i leader della maggioranza e della minoranza, sono eletti dai rispettivi partiti a seconda della forza del partito nella camera.